# Bunchosia urbaniana
Bunchosia urbaniana är en tvåhjärtbladig växtart som beskrevs av Acev.-rodr.. Bunchosia urbaniana ingår i släktet Bunchosia och familjen Malpighiaceae. Inga underarter finns listade i Catalogue of Life.